# Claes Gustaf Borre
Claes Gustaf Borre, född 29 september 1786 i Sankt Johannes församling, Östergötlands län, död 5 oktober 1869 i Åsbo församling, Östergötlands län, var en svensk präst i Åsbo församling. 

## Biografi
Claes Gustaf Borre föddes 1786 i Sankt Johannes församling, Norrköping. Han var son till sjökaptenen Georg Claesson Borre och Katarina Helena Dahlgren. Borre blev 1807 student vid Uppsala universitet och prästvigdes 9 december 1810. Han tog pastoralexamen 22 maj 1822 och blev 3 juli 1822 kyrkoherde i Åsbo församling, tillträdde 1824. Borre blev 28 december 1844 prost och var mellan 2 februari 1848 och 8 maj 1861 kontraktsprost i Göstrings kontrakt. Han avled 1869 i Åsbo socken.

### Familj
Borre gifte sig 19 april 1824 med Anna Ingeborg Kernell (1794–1870), dotter till kyrkoherden Daniel Kernell i Hallingebergs församling och Elsa Catharina Tropp. De fick tillsammans barnen Daniel Georg Borre (1825–1825), Matilda Katarina Borre (1826–1826), Hilda Sofia Borre (1828–1829), Aurora Charlotta Borre (1831–1900) som var gift med kyrkoherden Johan Fredrik Loenbom i Torpa församling och Emma Karolina Borre (1834–1913) som var gift med regementsläkaren Carl Harald Nerén.